# Idaea rhodariata
Idaea rhodariata är en fjärilsart som beskrevs av W. Warren 1897. Idaea rhodariata ingår i släktet Idaea och familjen mätare. Inga underarter finns listade i Catalogue of Life.